# Prințesa Tatiana Constantinovna a Rusiei
Prințesa Tatiana Constantinovna a Rusiei (rusă Княжна Татьяна Константиовна) (23 ianuarie 1890–28 august 1979) a fost al treilea copil și prima fiică a  Marelui Duce Constantin Constantinovici al Rusiei și a soției lui Prințesa Elisabeta de Saxa-Altenburg.

## Titlu
La 14 iulie 1886 împăratul Alexandru al III-lea al Rusiei a modificat legea Casei Romanov restricționând titlul de Mare Duce sau Mare Ducesă numai pentru copiii și nepoții pe linie masculină a împăratului Rusiei. Ceilalți descendenți ai familiei imperiale vor purta titlurile de "Prinț sau Prințesă a Rusiei". Tatiana, fiind strănepoata Țarului Nicolae I al Rusiei a primit la naștere titlul de Prințesă a Rusiei.

## Căsătorie

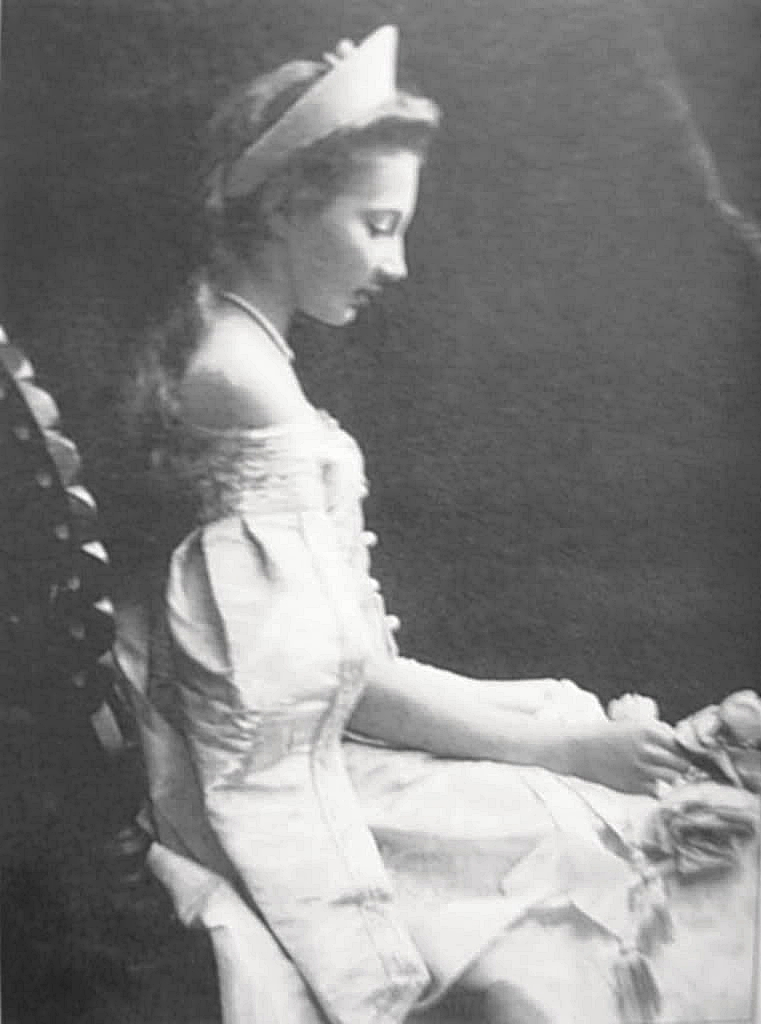
Prințesa Tatiana Constantinovna, ca. 1904.

La începutul anului 1911, au existat zvonuri despre căsătoria Tatiana cu Prințul Alexandru al Serbiei (mai târziu Alexandru I al Iugoslaviei), lucru care nu s-a întâmplat; mai târziu, Alexandru s-a căsătorit cu Prințesa Maria a României.
În primăvara anului 1911, Tatiana Constantinovna s-a logodit cu Prințul Constantin Alexandrovici Bagration-Mukhransky (2 martie 1889 - 19 mai 1915), georgian prin naștere, care a servit în armata imperială rusă și a murit în Primul Război Mondial. A fost prima fiică a Romanovilor, de la ascensiunea dinastiei pe tron din 1613, care s-a căsătorit cu un prinț non-dinastic. Tatăl ei a cerut aprobarea Țarului Nicolae al II-lea și Țarinei Alexandra Feodorovna. 
Anterior, soțiile morganatice ale Marilor Duci Romanov li s-a interzis locuirea în Rusia împreună cu soții lor intrați în dizgrație (de exemplu contesa Sofia de Torby și Marele Duce Mihail Mihailovici al Rusiei sau Prințesa Olga Paley și Marele Duce Paul Alexandrovici al Rusiei)
Femeile Romanov au îndrăznit să se căsătorească morganatic doar în secret (de exemplu împărăteasa Elisabeta a Rusiei și Alexei Razumovski; Marea Ducesă Maria Nicolaevna a Rusiei și contele Grigori Stroganov).
Din punct de vedere legal, căsătoria Tatianei a fost morganatică.
În cele din urmă, Tatiana Constantinovna și prințul georgian s-au căsătorit la domeniul tatălui ei, Pavlovsk, la 3 septembrie 1911.
Tatiana și prințul Constantin Bagration-Mukhransky au avut doi copii: Prințul Teymuraz Constantinovici Bagration-Mukhranski (12 august 1912 - 10 aprilie 1992) și Prințesa Natalia Constantinovna Bagration-Mukhranski (6 aprilie 1914 - 26 august 1984), care s-a căsătorit cu Sir Charles Hepburn-Johnston.
După izbucnirea Primului Război Mondial, Constantin s-a înrolat în armata rusă și a fost ucis în acțiune în 1915. Fratele ei, Oleg, a fost rănit în acțiune și a murit la 29 septembrie 1914 la spitalul Vitebsk din Vilno. Trei alți frați, Ioan, Constantin și Igor au fost uciși de bolșevici în 1918.
Tatiana Constantinovna a devenit apropiată de unchiul ei, Marele Duce Dmitri Constantinovici în timpul văduviei. După Revoluția din Februarie, a stat cu el în palatul unchiului, unde s-a îndrăgostit de un ofițer, Alexander Korochenzov (1877 - 1922). Îndemnată de unchiul ei, Tatiana a părăsit Rusia împreună cu copiii și cu Korochenzov. Au fost suficient de norocoși să scape; Dmitri Constantinovici a fost executat la St. Petersburg în ianuarie 1919.
Tatiana Constantinovna și Korochenzov au mers întâi în România iar mai târziu în Elveția. În noiembrie 1921, s-au căsătorit la Geneva. Trei ani mai târziu, Tatiana a devenit văduvă pentru a doua oară când Alexander a murit la Lausanne. Tatiana și-a crescut copiii singură și după ce ambii copii au crescut și s-au căsătorit, s-a călugărit. A murit ca maica Tamara (numită așa după regina georgiană Tamar, o strămoașă a primului soț al Tatianei), la 28 august 1979 la Ierusalim.